# Goodbye Again (film)
Goodbye Again è un film del 1933 diretto da Michael Curtiz e interpretato da Warren William e Joan Blondell, due attori che lavorarono spesso insieme alla Warner Bros., molto spesso in commedie romantiche venate di un sottile e scanzonato cinismo. La sceneggiatura si basa sul lavoro teatrale Goodbye Again di George Haight e Allan Scott, andato in scena a New York il 28 dicembre 1932.
La Warner Bros. ne fece un remake nel 1941 con Honeymoon for Three che aveva come interpreti George Brent, Osa Massen e Ann Sheridan.

## Trama
Anne Rogers è una segretaria perfetta e, per il suo capo, Kenneth Bixby, famoso scrittore di best seller deve risolvere più di un problema. Uno dei suoi compiti, infatti, è anche quello di toglierlo dai guai. Adesso, ad esempio, Bixby è invischiato in una relazione con Julie Wilson, una donna sposata, che, convinta di essere lei l'ispiratrice del suo ultimo romanzo, vuole rimettere in piedi quella che è stata la loro storia d'amore. Anne deve vedersela con Harvey Wilson, il marito geloso di Julie, che - pur non avendolo mai visto - odia a morte Bixby. Poi ci sono Elizabeth e Arthur, rispettivamente la sorella minore di Julie e il suo fidanzato, che cercano di salvare il buon nome della donna e che lei deve tenere a bada. La segretaria organizza su un treno un incontro tra lo scrittore e la sua ex, ma sul treno arrivano anche il marito e gli altri due che si installano nello scompartimento di Julie. Lei, per non farsi trovare, trascorre la notte in quello di Bixby. Quando il marito lo viene a sapere, minaccia di divorziare.
Bixby giura che non è successo niente, ma Anne è furibonda con lui e decide di lavarsi le mani di tutta la faccenda. Lo scrittore, però, non ha nessuna intenzione di sposare Julie e supplica Anne di salvarlo. Lei cede alle sue suppliche e riesce a convincere Julie che è stata un'altra la vera ispiratrice del romanzo, facendola così ritornare dal marito. Ora a Bixby non resta che convincere Anne di essere l'uomo che lei ama, facendola ritornare da lui.

## Produzione
Il film fu prodotto dalla First National Pictures. Secondo fonti moderne, all'inizio si era pensato di affidare la regia del film a Robert Florey.

## Distribuzione
Il copyright del film, richiesto dalla First National Pictures, Inc., fu registrato il 1º agosto 1933 con il numero LP4046.
Distribuito dalla Warner Bros., il film uscì nelle sale cinematografiche USA il 9 settembre 1933 dopo essere stato presentato in prima il 2 settembre.